# 한산이씨 과암공 이무묘비
한산이씨 과암공 이무묘비는 대한민국 충청남도 보령시 대천동 387-19에 있다. 2012년 9월 13일 보령시의 향토문화유산 제4호로 지정되었다.

## 개요
이무는 조선 중기의 문신으로 본관은 한산, 호는 과암 조부는 이산해, 아버지는 이경전이다. 1629년 문과에 급제하여 정언 해미현감, 지평, 서천군수, 대사헌, 대사간, 예조판서 등을 역임하였다. 이무의 묘비는 1804년 5대손 이수하가 짓고 후손들이 세웠다. 석질은 화강암이고 크기는 높이 133cm 폭 54cm 두께21cm이다. 붕당정치가 격화된 시기 남인계의 중심 인물로 활동한 인물의 묘비이다.